# Nubes dispersas
Nubes dispersas (乱れ雲 Midaregumo?) es una película dramática japonesa de 1967 dirigida por Mikio Naruse y protagonizada por Yōko Tsukasa y Yūzō Kayama. Fue la última película de Naruse después de una larga carrera que comenzó en 1930.

## Sinopsis
Poco antes de la partida de Yumiko y su esposo Hiroshi (un empleado del Ministerio de Economía) hacia los Estados Unidos, él muere en un accidente automovilístico. Aunque absuelto en la siguiente audiencia, el conductor del automóvil, Shiro, se siente culpable y le ofrece a Yumiko pagar una cuota mensual. Yumiko primero rechaza, pero cuando la familia de su marido la repudia, dejándola sin herencia, finalmente acepta el dinero. Debido a su precaria situación económica, decide regresar a su ciudad natal y trabajar en la posada de su hermana cerca del lago Towada. Por coincidencia, Shiro es reasignado por sus empleadores a la misma área. Aunque Yumiko y Shiro poco a poco desarrollan un afecto mutuo que finalmente desemboca en una historia de amor, Yumiko no puede dejar atrás su pasado, que vuelve con toda su fuerza cuando es testigo de un accidente que le recuerda la muerte de Hiroshi. Al final, Shiro es transferido nuevamente a una oficina lejana en Lahore, Pakistán.

## Reparto
- Yōko Tsukasa como Yumiko;
- Yūzō Kayama como Mishima Shiro;
- Mitsuko Kusabue como Ayako, la hermana de Yumiko;
- Mitsuko Mori como Katsuko, la cuñada de Yumiko;
- Mie Hama como Teruko;
- Daisuke Katō como Hayashida;
- Yoshio Tsuchiya como Hiroshi, el esposo de Yumiko;
- Yū Fujiki como Ishikawa, el esposo de Ayako;
- Tadao Nakamaru como Fujiwara;
- Kumeko Urabe como Nui, la madre de Shiro.

## Legado
Nubes dispersas fue presentada en el MoMA de Nueva York en 1987, con una introducción del destacado historiador de cine Donald Richie. En 2015, fue mostrada en el 39.º Festival Internacional de Cine de Hong Kong como parte de una retrospectiva del director.